# The Cruise of the Make-Believes
The Cruise of the Make-Believes er en amerikansk stumfilm fra 1918 af George Melford.

## Medvirkende
- Lila Lee som Bessie Meggison
- Harrison Ford som Gilbert Byfield
- Raymond Hackett som Daniel Meggison
- William Brunton som Aubrey Meggison
- J. Parks Jones som Jordan Tant